# Lerfickmossa
Lerfickmossa (Fissidens taxifolius) är en bladmossart som beskrevs av Hedwig 1801. Lerfickmossa ingår i släktet fickmossor, och familjen Fissidentaceae. Arten är reproducerande i Sverige. Inga underarter finns listade i Catalogue of Life.